# 孟加拉足球協會
孟加拉足球協會是專門管轄孟加拉足球事務的組織。該組織成立於1972年，並在1973年和1974年先後加入國際足協和亞洲足協。此外，孟加拉足球協會轄下的賽事包括孟加拉超級聯賽、冠軍聯賽、孟加拉杯和孟加拉超級杯。

## 外部連結
- 國際足協網頁（页面存档备份，存于）
- 亞洲足協網頁